# Fossombronia cristula
Fossombronia cristula là một loài Rêu trong họ Fossombroniaceae. Loài này được Austin mô tả khoa học đầu tiên năm 1869.